# منشاد
منشاد  روستایی در دهستان میانکوه از توابع بخش مرکزی شهرستان مهریز استان یزد ایران است.